# Забелина, Ольга Михайловна
Ольга Михайловна Забелина (род. 26 марта 1963 года) — мастер спорта СССР международного класса (скоростное плавание).

## Карьера
В 1986 году стала чемпионкой мира в эстафете 4×100 м в ластах и бронзовым призёром на дистанциях 100 и 200 метров. Также она является обладательницей трех золотых, двух серебряных и бронзовой медалей на чемпионатах СССР 1986 и 1987 годов.
Закончила Сибирский государственный университет физической культуры и спорта. В Омской специализированной детско-юношеской спортивной школа олимпийского резерва возглавляла секцию плавания. В настоящее время — заместитель директора областной специализированной детско-юношеской школы олимпийского резерва по отделению плавания комитета по физической культуре и спорту Правительства Омской области.